# Scheiss Liebe
Scheiss Liebe — второй сингл немецкой певицы LaFee с её четвертого студийного альбома «Ring frei».

## Список композиций
1. «Scheiss Liebe» (Single version) — 3:43
2. «Für Dich»(Live) — 3:48

## Чарты
| Чарт (2009)            | Лучший результат |
| ---------------------- | ---------------- |
| Austrian Singles Chart | 63               |
| German Singles Chart   | 44               |